# Espèce allochtone
Une espèce allochtone, appelée aussi espèce allogène, est une espèce, ou plus généralement un taxon, qui a colonisé un territoire au cours de l'Holocène. Elle n'est pas considérée généralement comme indigène du territoire concerné, sauf si cette présence locale est très ancienne (le plus souvent avant l'époque moderne). Cette colonisation peut être spontanée, c'est-à-dire que l'Homme n'est pas directement responsable des mouvements de population. Elle peut être également d'origine anthropique : on parle alors d'une espèce introduite,.

Exemples d'animaux allochtones en France :
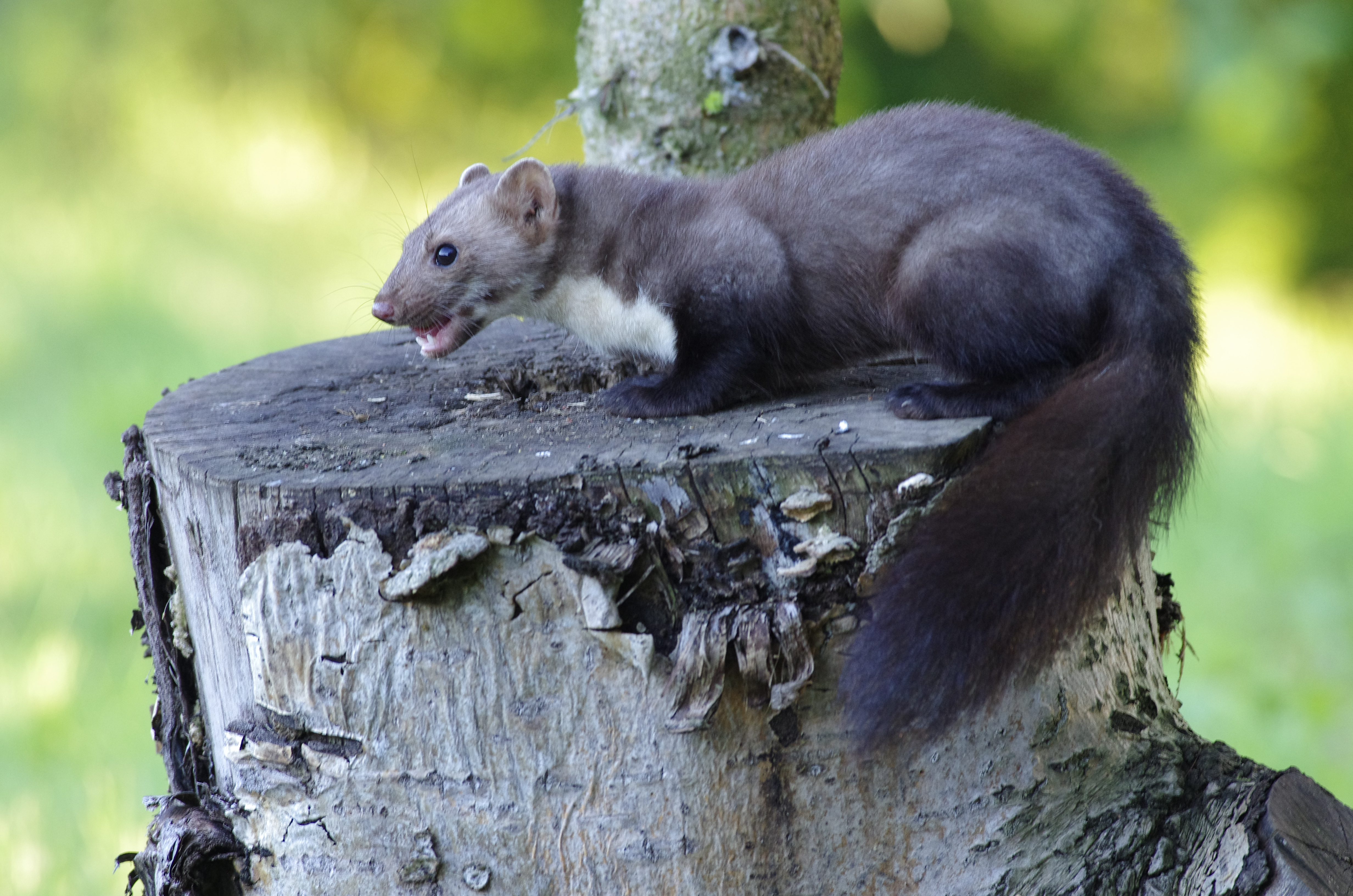
La Fouine (Martes foina) est une espèce du sud-ouest asiatique qui a spontanément colonisé l'Europe au cours de l'Holocène. Mais cette présence est suffisamment ancienne pour considérer ce mammifère comme autochtone en France[3].
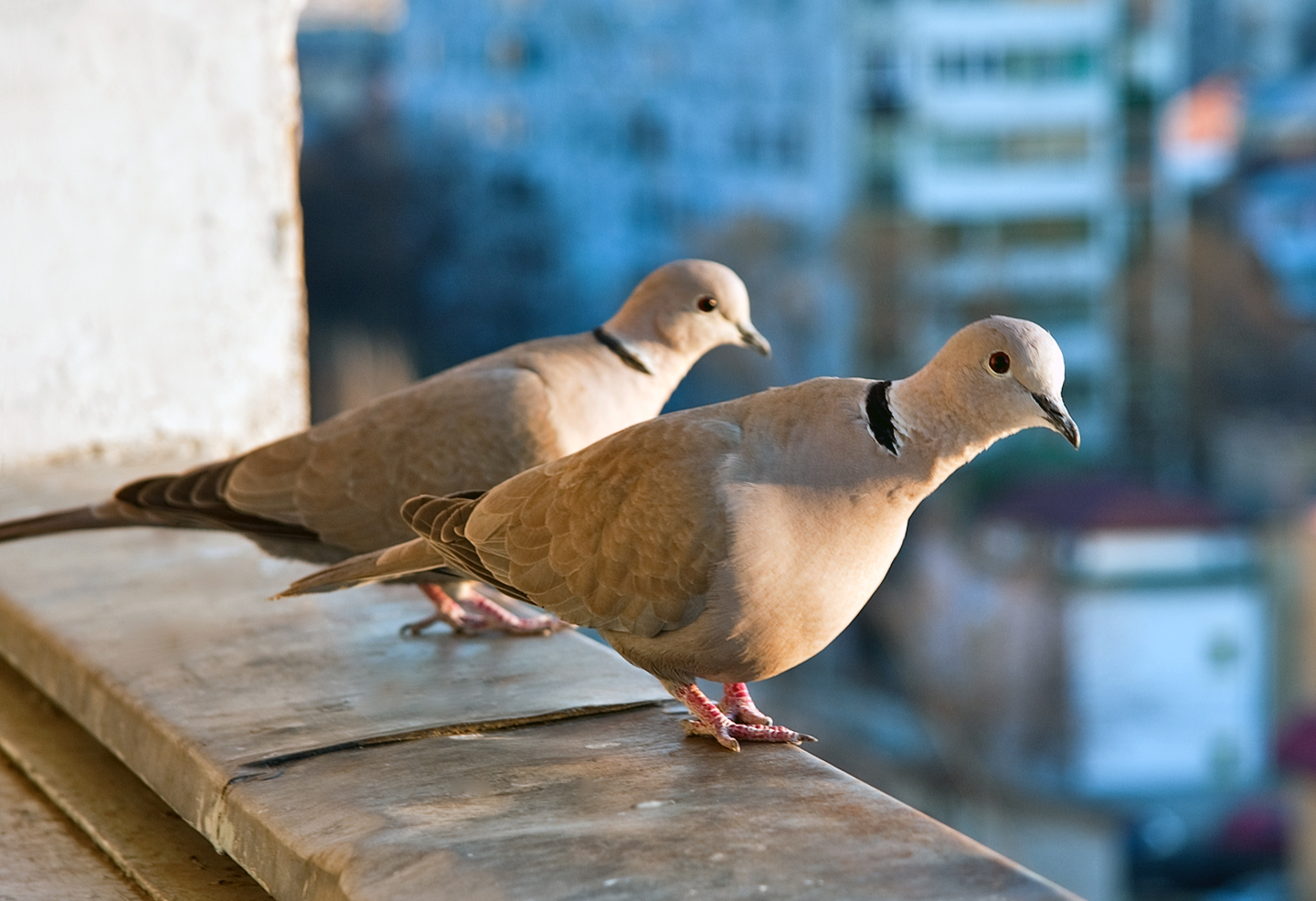
La Tourterelle turque (Streptopelia decaocto) a été introduite en Europe du Sud au XVIIe siècle dans des régions contrôlées par les Ottomans. Ceci est à l'origine de sa propagation spontanée en Europe de l'Ouest au cours du XXe siècle[4].
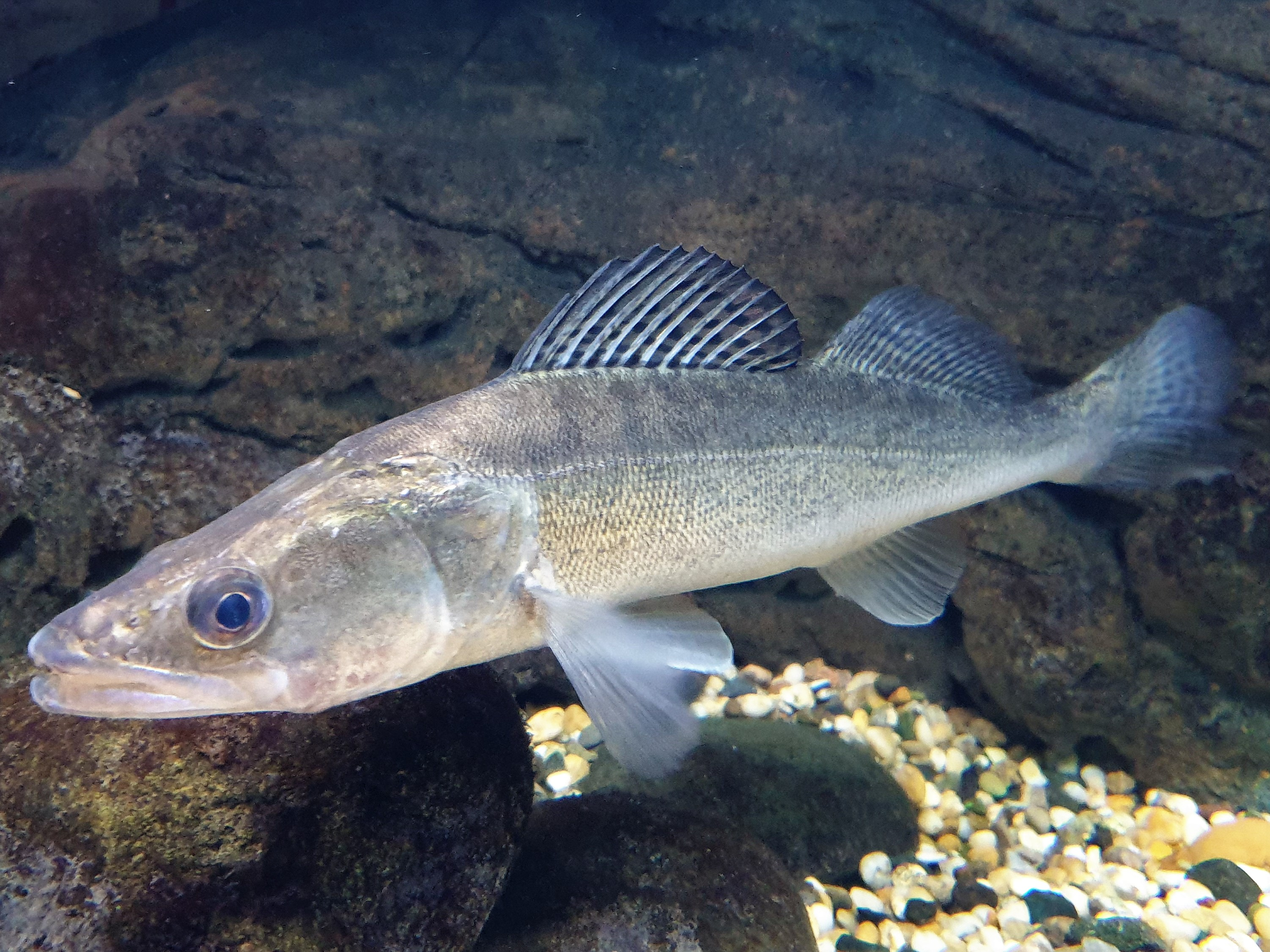
Le Sandre (Sander lucioperca) a été introduit en France à la fin du XIXe siècle, étant un carnassier réputé pour la pêche sportive[4].